# Читтільйо
Читтільйо (італ. Cittiglio) — муніципалітет в Італії, у регіоні Ломбардія,  провінція Варезе.
Читтільйо розташоване на відстані близько 540 км на північний захід від Рима, 65 км на північний захід від Мілана, 16 км на північний захід від Варезе.
Населення — 4012 осіб (2014).
Щорічний фестиваль відбувається 31 січня. Покровитель — San Giulio.

## Демографія
Населення за роками:

Станом на 1 січня 2023 року в муніципалітеті офіційно проживали 304 іноземці з 43 країн, серед них 60 громадян країн Євросоюзу та 18 громадян України.

## Сусідні муніципалітети
- Брента
- Каравате
- Кастельвеккана
- Джемоніо
- Лавено-Момбелло

## Міста-побратими
- Камерота, Італія